# Aviación en el Puerto de Nueva York y Nueva Jersey

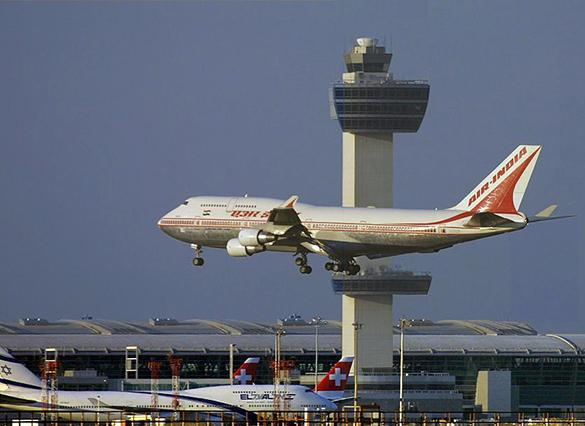
Un 747 de Air India llega al Aeropuerto JFK, con aviones a propulsión de El Al Israel y Swiss International en la Terminal 4. JFK es el mayor punto de entrada de vuelos internacionales a Estados Unidos.

El Puerto de Nueva York y Nueva Jersey tiene el sistema de aeropuertos más activo de los Estados Unidos. También es el puerto de entrada y salida de vuelos internacionales utilizado con mayor frecuencia. En 2011, más de 104 millones de pasajeros utilizaron los aeropuertos controlados por la Autoridad Portuaria de Nueva York y Nueva Jersey.
Tres principales aeropuertos sirven al área metropolitana: el Aeropuerto Internacional John F. Kennedy (JFK), el Aeropuerto Internacional Libertad de Newark (EWR) y el Aeropuerto LaGuardia (LGA). El código de aeropuerto de la Organización Internacional para el Transporte Aéreo (código IATA) "NYC" está reservado para referirse a estos tres aeropuertos. JFK y Newark están conectado a los sistemas ferroviarios regionales por medio de servicios ferroviarios livianos, el AirTrain JFK y el AirTrain Newark, respectivamente.
Además del JFK, el EWR y el LGA, hay aeropuertos satélites en el distrito portuario y el área triestatal (NY-NJ-CT) contigua que proveen un servicio limitado de compañías aéreas comerciales: el Aeropuerto del Condado de Westchester (HPN), el Aeropuerto de Trenton-Mercer (TTN), el Aeropuerto Internacional Stewart (SWF), el Aeropuerto McArthur de Long Island (ISP) y el Aeropuerto Regional de Tweed-New Haven (HVN).

## Aeropuerto Internacional John F. Kennedy

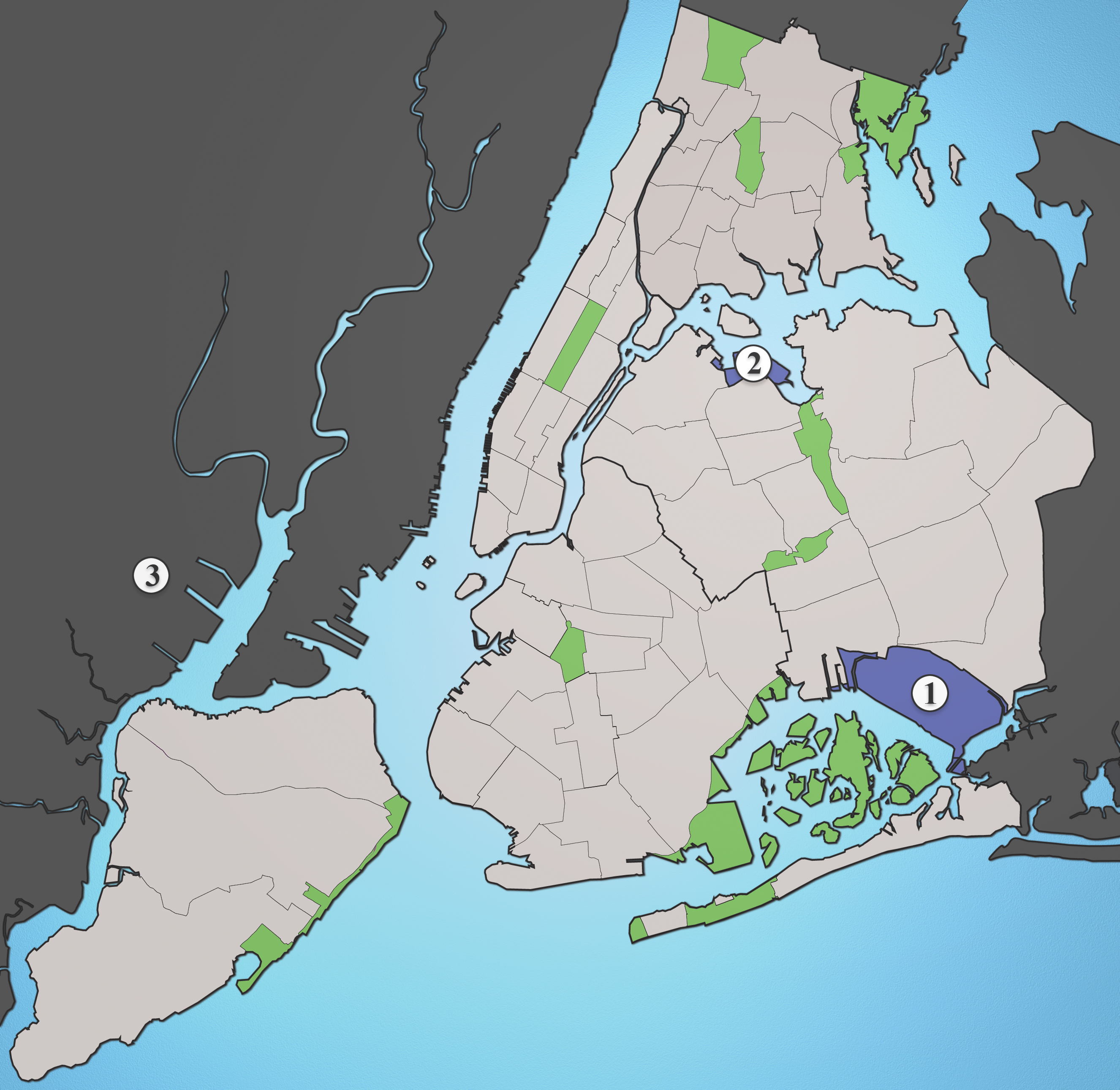
Ubicación de los tres principales aeropuertos en el área:
1) John F. Kennedy
2) LaGuardia
3) Libertad de Newark

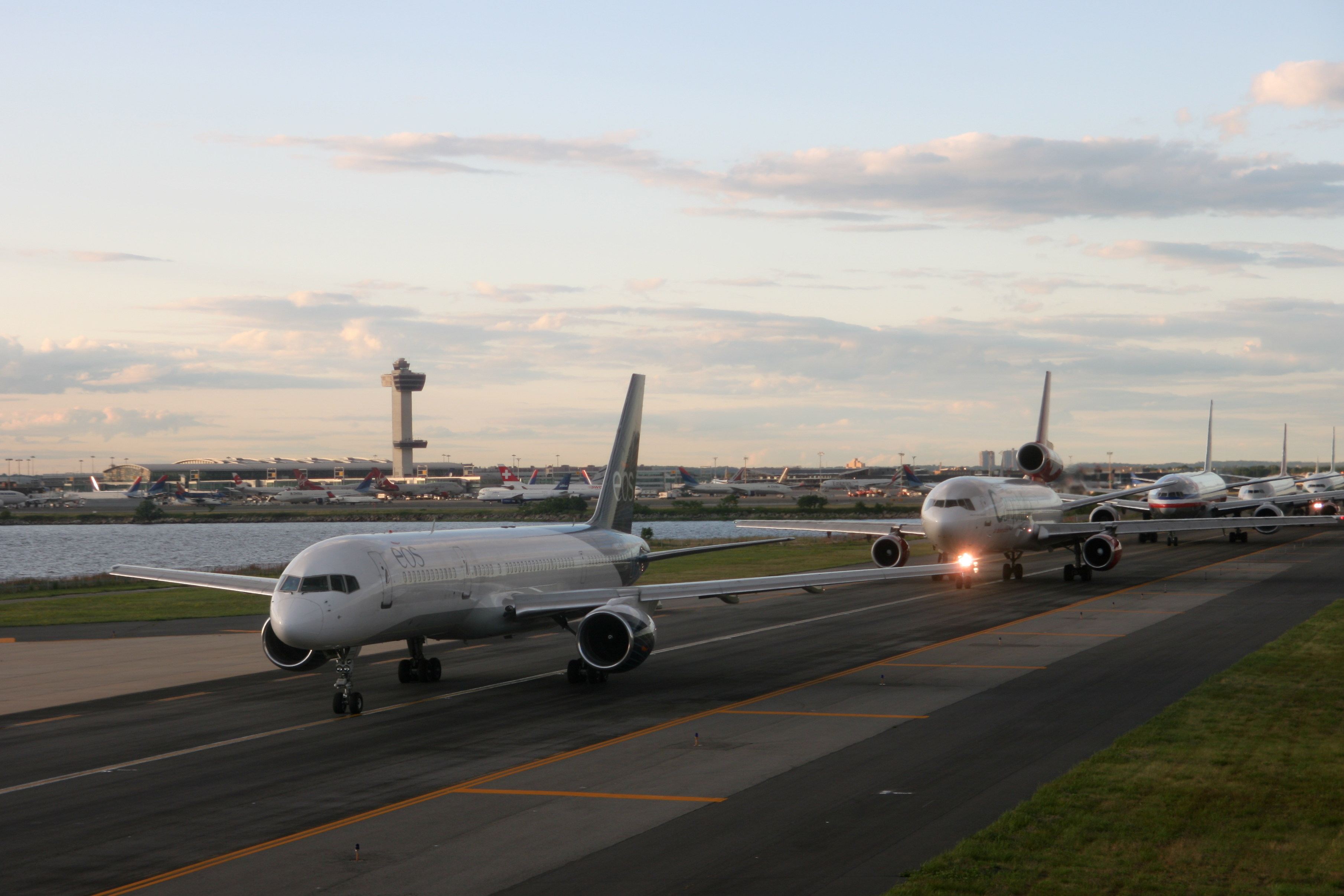
Fila de aviones en el Aeropuerto JFK.

El Aeropuerto JFK es el principal punto de entrada para las llegadas internacionales en los Estados Unidos, y es la mayor puerta de ingreso de mercancías áreas internacionales en el país, por número de envíos. Alrededor de 100 aerolíneas de más de 50 países operan vuelos directos al JFK. La ruta JFK-Heathrow (Londres) es el par de aeropuertos líder de los EE. UU., con más de 2,9 millones de pasajeros en 2000. Otros de los principales destinos internacionales desde el JFK son el Aeropuerto Charles de Gaulle en París, el Aeropuerto Internacional de Incheon en Seúl, el Aeropuerto de Barajas en Madrid, el Aeropuerto Internacional Ben Gurión en Tel Aviv, el Aeropuerto Internacional del Cibao en Santiago de los Caballeros, el Aeropuerto Internacional Las Américas en Santo Domingo, el Aeropuerto de Fráncfort del Meno en Fráncfort, el Aeropuerto Internacional de Narita en Tokio y el Aeropuerto Internacional de Guarulhos en San Pablo. El aeropuerto está ubicado a lo largo de la Bahía de Jamaica, cerca de Howard Beach, Queens.

## Aeropuerto Internacional Libertad de Newark
El de Newark fue el primer aeropuerto importante en servir a la ciudad de Nueva York y es la quinta principal entrada aérea internacional a los Estados Unidos. Amelia Earhart dedicó el edificio de la administración del Aeropuerto Newark en 1935, el cual fue la primera terminal aérea comercial de Norteamérica. En 2003, Newark se transformó en el término de la ruta aérea directa más larga de las programadas, la del servicio a Hong Kong de Continental. En 2004, Singapore Airlines rompió el récord de Continental al iniciar vuelos directos de 18 horas de duración a Singapur. El aeropuerto está ubicado en Newark, Nueva Jersey, a aproximadamente 19 kilómetros al oeste del centro de Manhattan. Los tres principales destinos internacionales desde el Aeropuerto Newark son Londres, Tel Aviv y Fráncfort.

## Aeropuerto LaGuardia
LaGuardia, el menor de los aeropuertos principales de Nueva York, maneja vuelos de cabotaje. Se llama así por Fiorello H. LaGuardia, el alcalde de la ciudad en la era de la Gran Depresión, conocido como un reformista y firme defensor del New Deal. Una regla perimetral prohíbe el ingreso o la partida de vuelos que excedan los 2.400 kilómetros, con excepción de los sábados, cuando la prohibición se levanta, y de los vuelos hacia Denver, Colorado, que tiene una exención de derechos adquiridos. Como resultado, la mayoría de los vuelos transcontinentales e internacionales utilizan al JFK o al Newark. El aeropuerto está ubicado en la zona norte de Queens, a aproximadamente 10 kilómetros del Bajo Manhattan.

## Aeropuerto de Teterboro
El Aeropuerto de Teterboro es un aeropuerto "mitigador" de aviación general ubicado en los Boroughs de Teterboro, Moonachie, y los Hasbrouck Heights en el condado de Bergen, Nueva Jersey. Es operado por la Autoridad Portuaria de Nueva York y Nueva Jersey. El aeropuerto se encuentra a 19 kilómetros del centro de Manhattan, en las Praderas de Nueva Jersey, lo que lo hace muy popular para la aviación privada y corporativa.

## Aeropuerto del Condado de Essex
El Aeropuerto del Condado de Essex es un popular aeropuerto de aviación general destinado a los aviones que viajan a la ciudad de Nueva York y al norte de Nueva Jersey. El aeropuerto ha completado varias mejoras en cuanto al estado operacional, incluyendo nuevos hangares, un sistema de iluminación de alta intensidad controlado por piloto, un PAPI y la reubicación y repavimentación de la pista 22. Futuros proyectos para el aeropuerto aún deben ser publicados por las autoridades del mismo. El Aeropuerto del Condado de Essex se mantiene como el punto de entrada principal para el tráfico de aviones a reacción livianos. El aeropuerto es el campo más cercano a la ciudad de Nueva York, con una pista de 1.388 metros con un tráfico mínimo de aviones a reacción y sin tráfico comercial. Un enlace directo para transitar lo hace una opción alternativa para aquellos aviones a reacción viajando al área metropolitana de Nueva York, sin los retrasos de los grandes aeropuertos.

## Operaciones ampliadas de la Autoridad Portuaria

### Aeropuerto Internacional Stewart
En 2007, la Autoridad Portuaria de Nueva York y Nueva Jersey asumió el control de las operaciones del Aeropuerto Internacional Stewart en el condado de Orange, Nueva York, y ha comprometido US$ 500 millones para su actualización y ampliación.

### Aeropuerto Internacional de Atlantic City
La Autoridad Portuaria está considerando la adquisición de las operaciones en el Aeropuerto de Atlantic City, el cual sirve a Atlantic City y a South Jersey, en los alrededores.

## Helipuertos

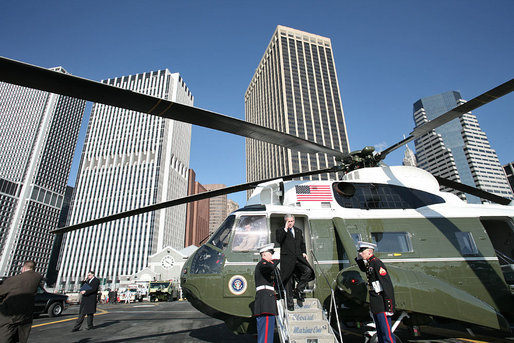
George W. Bush desciende del Marine One en el Helipuerto del Bajo Manhattan, en su visita a Nueva York del 31 de enero de 2007.

Entre los helipuertos de la región se encuentran:
- Helipuerto del Bajo Manhattan, ubicado en el extremo este de Wall Street, en el muelle 6 del Río Este, fue el primer helipuerto de los Estados Unidos en ser certificado para el servicio regular de pasajeros de helicópteros por la Administración Federal de Aviación. El helipuerto era el punto de aterrizaje común para el presidente George W. Bush en sus visitas a Nueva York. La terminal insonorizada posee una tienda de regalos, oficinas administrativas, una sala VIP y una sala de espera general para pasajeros, al igual que máquinas de rayos X y detectoras de bombas en un punto de seguridad. La empresa U.S. Helicopters opera regularmente vuelos programados al Aeropuerto JFK. Los vuelos duran menos de 10 minutos y cuestan US$ 159 por recorrido.
- Helipuerto de la calle Este 34, consistente en una terminal y una estación de llenado de combustible y donde se realizan unos 20.000 despegues y aterrizajes al año. En julio de 2007 U.S. Helicopter anunció planes para un servicio programado en los fines de semana entre el helipuerto y el Aeropuerto de East Hampton, con un precio de US$ 1.600 por paseo.[10]
- Helipuerto de la calle Oeste 30. Abierto las 24 horas del día, los siete días de la semana, este helipuerto puede ver tanto como tres veces el tráfico del Helipuerto del Bajo Manhattan durante los períodos pico de viajes.

## Antiguos aeropuertos

### Floyd Bennett Field
El primer aeropuerto municipal en la ciudad de Nueva York (desarrollado para atraer a los negocios fuera de Newark) fue el Floyd Bennett Field, ahora un área histórica, recreativa y deportiva y parte del Área Recreativa Nacional Gateway, a su vez parte del Sistema Nacional de Parques (NPS, por sus siglas en inglés). El Departamento de Policía de la Ciudad de Nueva York alquila al NPS algunos espacios para sus operaciones con helicópteros en el lugar.

### Aeropuerto Flushing
El Aeropuerto Flushing fue otro de los primeros aeropuertos en la ciudad de Nueva York. Abrió en 1927 y fue un concurrido aeropuerto en Nueva York por un tiempo. Una década después fue eclipsado por el Aeropuerto LaGuardia, de mayor tamaño, el cual se ubica a solo 1,6 kilómetros de distancia. El aeropuerto dejó de funcionar en 1984, luego de un accidente fatal en 1977. Ahora el área es una zona de humedales perteneciente a la Corporación para el Desarrollo Económico de la Ciudad de Nueva York.

## Lista de aeropuertos adicionales en el área metropolitana de Nueva York

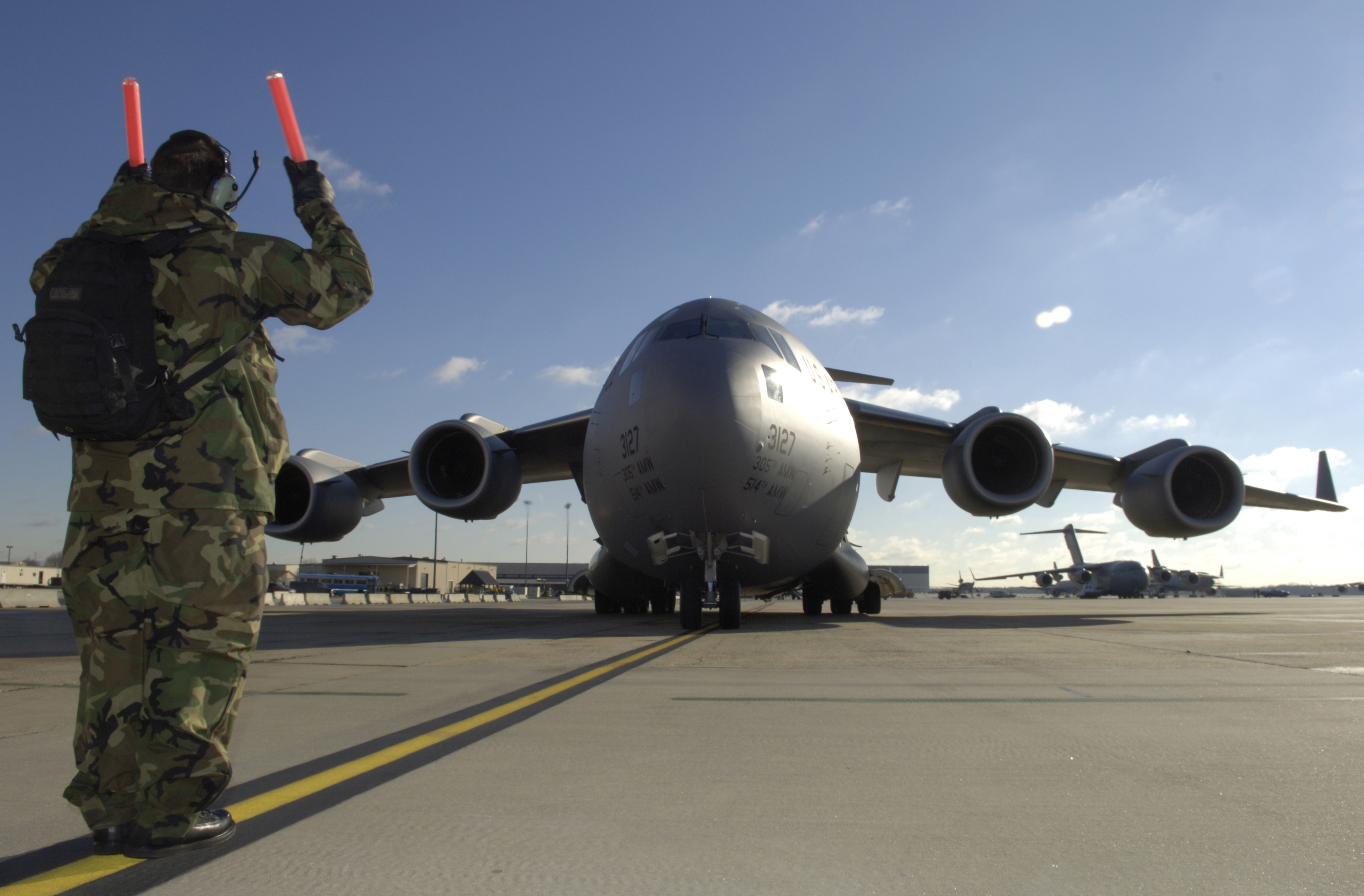
Un C-17 Globemaster III es dirigido a su área de estacionamiento en la Base Aérea McGuire.

Además de aquellos aeropuertos operados por la Autoridad Portuaria de Nueva York y Nueva Jersey, hay otros varios aeropuertos regionales, municipales y privados de menor tamaño, destinados a los vuelos comerciales, y otros aeropuertos de aviación general, al igual que varias bases para hidroaviones en el distrito portuario y la región contigua. Estos son: 
- Aeropuerto de Greenwood Lake (4N1)
- Aeropuerto de Hackettstown (N05)
- Aeropuerto de Lincoln Park (N07)
- Aeropuerto de Linden (LDJ)
- Aeropuerto de Newton (3N5)
- Aeropuerto de Princeton (39N)
- Aeropuerto de Somerset (SMQ)
- Aeropuerto del condado de Westchester (HPN)
- Aeropuerto Memorial de Igor I. Sikorsky (BDR)
- Aeropuerto McArthur de Long Island (ISP)
- Aeropuerto Municipal de Danbury
- Aeropuerto Municipal de Morristown (MMU)
- Aeropuerto Regional de Jersey Central (JVI)
- Aeropuerto Regional Tweed-New Haven (HVN)
- Aeropuerto República (FRG)
- Aeropuerto Solberg-Hunterdon (N51)
- Aeropuerto Trenton-Mercer (TTN)
- Aeropuerto Trenton-Robbinsville (N87)
- Aeropuerto Old Bridge (3N6)
- Base Aérea McGuire
- Base para Hidroaviones de New York Skyport Inc.
- Base para Hidroaviones Little Ferry (2N7)

## Retrasos
Un promedio del 40% de los retrasos en vuelos de pasajeros en los Estados Unidos se origina en el área metropolitana de Nueva York, algunos en el área y otros debido a efectos cascada. Durante un día típico, un tercio de las aeronaves en el sistema de espacio aéreo nacional se mueven a través de Nueva York en algún momento.